# Policarp Hortolà

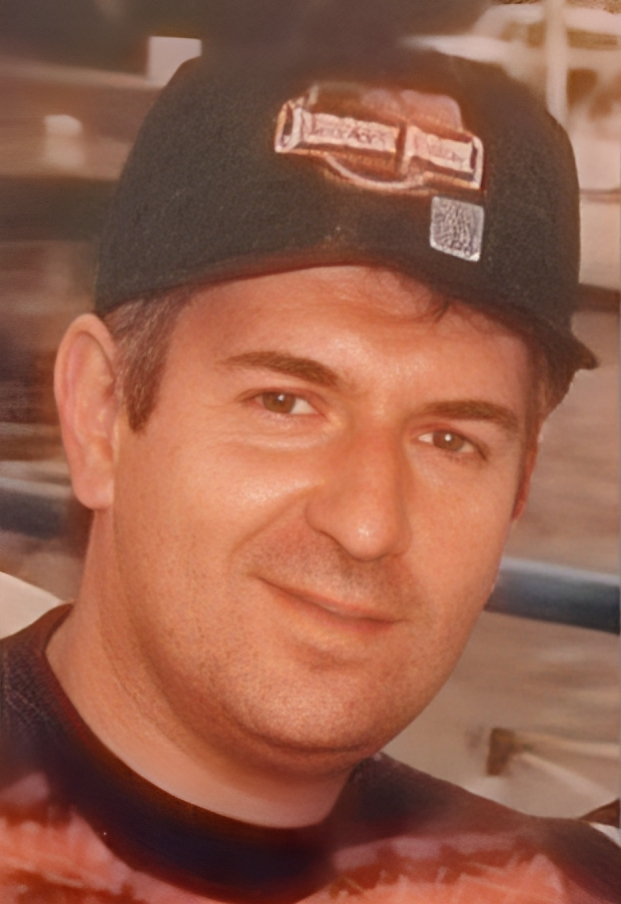
Policarp Hortolà (ca. 1996).

Policarp Hortolà (* 13. September 1958 in Badalona) ist ein katalanischer Biologe. Er entdeckte und systematisierte die unterschiedlichen Morphologien von Erythrozyten in Blutflecken von Säugetieren, eine ursprüngliche Forschung, auf der die neue Wissenschaft der Hämotaphonomie basiert. Hortolà gilt als ihr Begründer.

## Werdegang
Hortolà kombinierte die letzten drei Jahre der Sekundarschulbildung mit Fachstudien in Laborchemie. Nach dem obligatorischen voruniversitären Kurs des spanischen Systems (C.O.U.) und den Aufnahmeprüfungen an der Universität studierte er Biowissenschaften an der Universität Barcelona (UB), wo er seinen Abschluss. Obwohl seine Berufung seit seiner Kindheit die Zoologie und insbesondere die Ethologie war, führten ihn verschiedene Umstände schließlich dazu, andere Bereiche der Biologie zu erforschen. Absolvierte er das Promotionsprogramm Sedimentaufzeichnung und Paläoumweltentwicklung an der Abteilung für Stratigraphie und Paläontologie der UB. Nach Abschluss des Promotionsprogramms erhielt Hortolà ein Stipendium des Consejo Superior de Investigaciones Científicas (CSIC), um innerhalb der Forschungsgruppe Sierra de Atapuerca im Bereich Vorgeschichte der Universität Rovira i Virgili (URV) zu forschen. Er promovierte an dieser Universität mit der Arbeit Morphologie von Säugetier-Erythrozyten in Blutflecken: Studie über Steinmaterialien von technoprähistorischem Interesse (auf Spanisch), dafür erhielt er den außerordentlichen Promotionspreis. 
Bis zu seiner Pensionierung im Mai 2025, seit 2002 war er Senior Wissenschaftler am URV und seit dessen Gründung im Jahr 2006 dem Katalanischen Institut für menschliche Paläoökologie und soziale Evolution (IPHES-CERCA, gegründet von Eudald Carbonell) zugeordnet. Er ist Mitglied der Linnean Society of London (FLS). Er hat die Fächer Humanpaläoökologie, Epistemologie und Erkenntnistheorie der Archäologie, Molekulararchäologie, Genetik und Epistemologie der Evolution gelehrt sowie zahlreiche wissenschaftliche Forschungs-, Reflexions- und Popularisierungsartikel veröffentlicht. Hortolà ist außerdem Autor und Co-Autor mehrerer Bücher.

## Publikationen
- (Auf Spanisch) 1998. Datación por racemización de aminoácidos. Principios, técnicas y aplicaciones. Barcelona: Edicions de la Universitat de     Barcelona. ISBN 84-8338-011-0.
- (Auf Katalanisch) 2006. Entendre la ciència des de dins (o si més no intentar-ho). Reflexions, a través de la pràctica científica, entorn d'una visió epistemològica per al tercer mil·lenni [mit Eudald Carbonell]. Tarragona: Publicacions Universitat Rovira i Virgili. ISBN 84-8424-071-1 [Spanische Ausgabe (2010): Entender la ciencia desde dentro (o por lo menos intentarlo). Reflexiones, a través de la práctica científica, en torno a una visión epistemológica para el tercer milenio. ISBN 978-84-8424-164-5].
- (Auf Englisch) 2013. The aesthetics of haemotaphonomy. Stylistic parallels between a science and literature and the visual arts. San Vicente del Raspeig: Editorial Club Universitario. ISBN 978-84-9948-991-9.
- (Auf Katalanisch) 2015. Ens farem humans? Un Homo sapiens amb consciència crítica d'espècie [mit Eudald Carbonell]. Valls: Cossetània Edicions. ISBN 978-84-9034-306-7.

- (Auf Spanisch) 2017. Biomoléculas antiguas. Una introducción a la arqueología molecular. Sant Vicent del Raspeig: Editorial Club Universitario. ISBN 978-84-16704-99-6.

- (Auf Italienisch und Englisch) 2022. Ritratti/Portraits [mit Pietro Costa, Chiara Spangaro, Robert C. Morgan und Rita Iacopino]. Mailand: Silvana Editoriale. ISBN 978-88-366-5140-5.
- (Auf Spanisch) 2023. Epistemología de la evolución. Una introducción a sus bases científico-filosóficas. Sant Vicent del Raspeig (Alicante): Editorial Club Universitario. ISBN 978-84-12-54549-4.